# Bahnhof Berlin-Lichterfelde Süd
Der Bahnhof Berlin-Lichterfelde Süd ist eine Station der S-Bahn an der Anhalter Vorortbahn im Berliner Ortsteil Lichterfelde. Die Station war von 1943 bis 1951, 1961 bis 1984 und 1998 bis 2005 Endpunkt der vom Anhalter Bahnhof kommenden Züge auf der Vorortstrecke. Von 1951 bis zum Mauerbau verkehrten die Züge über die Stadtgrenze hinaus ins benachbarte Teltow. Zwischen 1984 und 1998 war der Bahnhof nicht in Betrieb. Seit 2005 fahren die Züge weiter nach Teltow Stadt.
Zusammen mit dem S-Bahnhof Osdorfer Straße ist dies der Anschluss an das Berliner S-Bahn-Netz für die Thermometersiedlung.

## Geschichte
Während Lichterfelde bereits in den Gründerjahren einen Bauboom verzeichnete, dauerte die Entwicklung in Giesensdorf (heute: Teil von Lichterfelde Süd) noch an. Zu Beginn der 1890er Jahre sollte entlang der Anhalter Bahn ein weiteres Villenviertel entstehen. Die Volksbau-Gesellschaft, die in Giesensdorf die entsprechenden Grundstücke erwarb, veranlasste 1893 die Einrichtung eines Haltepunkts an der Strecke zur Erschließung der parzellierten Gebiete. Dem ursprünglichen Anliegen, den Vorortverkehr von Lichterfelde bis hierher auszudehnen, wurde allerdings nicht nachgekommen, sodass der Verkehr auf einige Fernzüge beschränkt blieb. Da Giesensdorf und Lichterfelde bereits 1878 zur Landgemeinde Groß-Lichterfelde zusammengeschlossen wurden, erhielt der Halt die Bezeichnung Groß-Lichterfelde Süd, der alte Lichterfelder Bahnhof wurde zur Unterscheidung in Groß-Lichterfelde Ost umbenannt. Der Bau der Vorortbahn 1901 und deren Elektrifizierung 1903 reichten nur bis Groß-Lichterfelde Ost. Groß-Lichterfelde Süd blieb ein Fernbahnhof mit zwei Seitenbahnsteigen.
Mit dem Groß-Berlin-Gesetz 1920 wurde die Stadtgrenze der Reichshauptstadt bis kurz hinter Lichterfelde Süd verlegt. 1925 erfolgte die Umbenennung des Bahnhofs in Lichterfelde Süd. Er war weiterhin auch tariflich als Fernbahnhof eingestuft und daher nur zu deutlich höheren Fahrpreisen erreichbar. Erst 1938 wurde er, als einer der letzten in Groß-Berlin, in den Berliner Vororttarif einbezogen. 
In der Zeit des Nationalsozialismus wurde im Rahmen der Planungen zur „Welthauptstadt Germania“ eine Verlängerung der Vorortgleise über Lichterfelde Süd und Teltow bis nach Trebbin geplant, zudem sollte von Lichterfelde Süd eine neue Strecke nach Stahnsdorf gebaut werden und dort mit der Friedhofsbahn nach Wannsee verknüpft werden. 
Dafür wurde der Bahnhof 1942–1943 umgebaut und mit zwei Mittelbahnsteigen für den S-Bahn-Verkehr versehen, während die Fernbahngleise nun ohne Halt durchführten. Zum 9. August 1943 konnte zunächst der S-Bahn-Verkehr von Lichterfelde Ost bis Lichterfelde Süd aufgenommen werden. Anfangs wurde nur der westliche Bahnsteig A genutzt, hinter diesem schloss sich eine zweigleisige Kehranlage an. Von Lichterfelde Süd verkehrten Dampfzüge nach Ludwigsfelde. 
Nach dem Kriegsende wurde der Fernverkehr allmählich ausgedünnt, nicht zuletzt, weil West-Berlin nur über eine Fernverkehrsverbindung zu erreichen sein sollte. Die frei werdenden Kapazitäten ließen jetzt zu, ein Ferngleis zu elektrifizieren und so den S-Bahn-Verkehr bis nach Teltow auszudehnen. Am 7. Juli 1951 konnte der 2,6 Kilometer lange Abschnitt dem Verkehr übergeben werden. Die Züge wechselten hinter dem Bahnhof auf die Fernbahntrasse und führten dann eingleisig ins Umland.

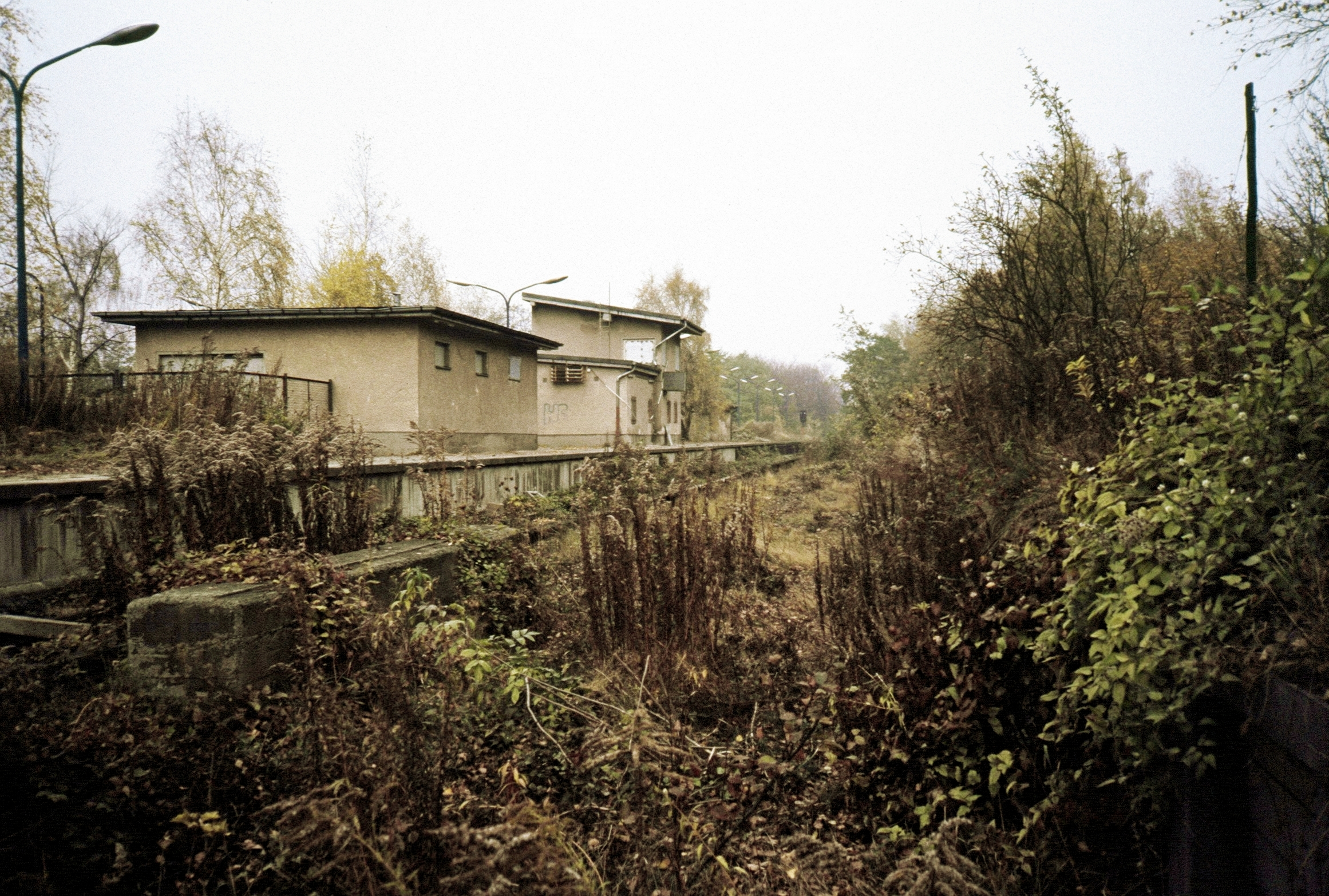
Brachliegender Bahnhof Lichterfelde Süd, 1987

In der Nacht vom 12. auf den 13. August 1961 wurde Lichterfelde Süd allerdings wieder zum Endbahnhof der S-Bahnzüge entlang der Anhalter Bahn. Grund war der Bau der Berliner Mauer, was gleichbedeutend mit der Unterbrechung der Strecke war. Kurze Zeit nach Absperrung der Grenze wurde die Strecke allerdings noch einmal für eine Überführungsfahrt wiederhergestellt, da in Teltow ein Zug in der besagten Nacht abgestellt wurde.
In den Folgejahren nahm der Verkehr entlang der Strecke stetig ab, ausschlaggebend war hierfür vor allem der Boykott der S-Bahn, da den West-Berliner Fahrgästen propagiert wurde, mit den Fahrgeldeinnahmen würden die Grenzbefestigungen finanziert werden. Dieser Umstand sorgte zudem dafür, dass das Personal stetig reduziert wurde. Als am Bahnhof schließlich kein Personal mehr für den Fahrkartenverkauf zur Verfügung stand, mussten die Fahrgäste ihre Tickets beim Stellwerksleiter der Station nachfragen, der Austausch von Fahrkarte und Wechselgeld erfolgte dabei über einen Korb, der vom Stellwerksturm zum Fahrgast hinuntergelassen wurde.
Die Strecke zählt zu denen, auf denen die Deutsche Reichsbahn nach dem Reichsbahnerstreik vom September 1980 zunächst den Rumpfbetrieb aufrechterhielt. Erst mit der Übernahme der West-Berliner S-Bahn durch die Berliner Verkehrsbetriebe (BVG) am 9. Januar 1984 wurde der Betrieb auf der Strecke eingestellt. Die Bahnanlagen blieben ungenutzt und verfielen, lediglich das Aufsichtsgebäude wurde später in ein Tanzlokal umgewandelt.
Nach der deutschen Wiedervereinigung sollte das gesamte Berliner S-Bahn-Netz weitestgehend wieder auf den Stand von 1961 gebracht werden, somit war auch die Wiederinbetriebnahme der Anhalter Bahn abzusehen. In zwei Schritten, 1995 und 1998 erfolgte dabei die Wiederinbetriebnahme der S-Bahn vom Bahnhof Priesterweg aus. In Lichterfelde Süd begannen die Arbeiten erst 1997, ein Jahr vor der Eröffnung. Der alte Bahnsteig B wurde abgetragen und ein neuer Mittelbahnsteig an seiner Stelle errichtet. Beim Bahnsteig A dagegen wurden die alten Aufbauten und das Stellwerk belassen. Am 28. September 1998 konnten die ersten Züge von Lichterfelde Ost aus kommend den Bahnhof anfahren. Am 24. Februar 2005 wurde die Strecke schließlich bis Teltow Stadt verlängert. Die Züge nutzen dabei die ersten drei Kilometer der bereits früher geplante Trasse zur Friedhofsbahn.
Anfang 2021 wurde der ungenutzte Bahnsteig A einschließlich des Stellwerksturms abgerissen.

## Anbindung
Der S-Bahnhof wird von den Linien S25 und S26 der Berliner S-Bahn bedient. Er ist zudem an das Liniennetz der BVG angeschlossen. Hier beginnen bzw. enden mehrere Buslinien: 
- M85 (S Lichterfelde Süd – S+U Hauptbahnhof)
- 186 (S Lichterfelde Süd – S Grunewald)
- 284 (S Lichterfelde Süd – S+U Rathaus Steglitz)

| Linie | Verlauf |
| ----- | --- |
|       | Hennigsdorf – Heiligensee – Schulzendorf – Tegel – Eichborndamm – Karl-Bonhoeffer-Nervenklinik – Alt-Reinickendorf – Schönholz – Wollankstraße – Bornholmer Straße – Gesundbrunnen – Humboldthain – Nordbahnhof – Oranienburger Straße – Friedrichstraße – Brandenburger Tor – Potsdamer Platz – Anhalter Bahnhof – Yorckstraße – Südkreuz – Priesterweg – Südende – Lankwitz – Lichterfelde Ost – Osdorfer Straße – Lichterfelde Süd – Teltow Stadt |
|       | Blankenburg – Pankow-Heinersdorf – Pankow – Bornholmer Straße – Gesundbrunnen – Humboldthain – Nordbahnhof – Oranienburger Straße – Friedrichstraße – Brandenburger Tor – Potsdamer Platz – Anhalter Bahnhof – Yorckstraße – Südkreuz – Priesterweg – Südende – Lankwitz – Lichterfelde Ost – Osdorfer Straße – Lichterfelde Süd – Teltow Stadt |